# Инге Магнусон
Инге Магнусон (на норвежки: Inge Magnusson) е претендент за трона на Норвегия между 1196 и 1202 г. по време на гражданската война в страната.

## Биография
Той е незаконороден син на Магнус V Ерлингсон. В този период в Норвегия се води ожесточена борба между последните издънки на първата кралка династия Хардроде (потомците на първия норвежки крал Харал Прекраснокосия) и биркебайнерите (брезевокраките) обединени около Свере Сигурдсон. В продължение на 6 години Инге Магнусон води битки с биркебайнерите с променлив успех, накрая със смъртта на Свере Сигурдсон през 1202 г. се надява да вземе превес в борбата, но тогава Хокон Свересон, синът на Свере Сигурдсон, си осигурява поддръжката на църквата и Инге Магнусон, останал без сподвижници, е предаден и осъден на смърт на 9 март 1202 г. близо до Фагернес.